# Alexander Scholz
Alexander Scholz (* 24. října 1992, Kodaň, Dánsko) je dánský fotbalový obránce a bývalý mládežnický reprezentant, který hraje v belgickém klubu Standard Lutych.
Má i německé občanství.

## Klubová kariéra
V Dánsku hrál fotbal v letech 2010–2012 za Vejle Boldklub, poté přestoupil do islandského klubu UMF Stjarnan. V letech 2013–2015 působil v Belgii v KSC Lokeren. V lednu 2015 přestoupil do belgického popředního klubu Standard Lutych.

## Reprezentační kariéra
Poulsen nastupoval za dánské mládežnické reprezentační výběry U19 a U21. Zúčastnil se Mistrovství Evropy hráčů do 21 let 2015 konaného v Praze, Olomouci a Uherském Hradišti, kde byli mladí Dánové vyřazeni v semifinále po porážce 1:4 ve skandinávském derby pozdějším vítězem Švédskem.